# Jože Šmit
Jože Šmit, slovenski pesnik, prevajalec, urednik in novinar, * 1. februar 1922, Tlake pri Rogatcu, † 7. februar 2004, Ljubljana, pokopan je v Litiji.
Rodil se je v srednji kmečki družini očetu Karlu in materi Antoniji (rojena Rajher). Šmit je leta 1941 maturiral na klasični gimnaziji v Ljubljani, 1942-1943 je študiral gozdarstvo na dunajski univerzi. Kot nemški vojak je ob zavezniški invaziji v Normandiji prišel v vojno ujetništvo, se v Združenem kraljestvu pridružil Prekomorski brigadi in se z njo vrnil v Jugoslavijo. Po osvoboditvi je v Ljubljani študiral primerjalno književnost in slavistiko. Svojo poklicno pot je začel kot novinar pri Kmečkem glasu (1947-1964), dolga leta je bil nato lektor pri Mladinski knjigi in urednik Cicibana (1964-1977). Pesmi je pričel objavljati 1938. Prevajal pa je tudi leposlovje iz latinščine, nemščine, romunščine in srbohrvaščine, zaslovel pa je predvsem s prevodi rimskega pesnika Katula.
Šmit je pesnik nežnih, otožnih razmišljanj o osebnem razmerju do sveta in ljubezni. Povezan je z naravo, izročilom človečanskih in pesniških vrednot. V iskreni pesniški govorici, prostem stihu in jasnih podobah govori o mladostnih občutjih, razmišlja o življenju in novem času, izpoveduje domovinska in ljubezenska čustva. Pesnikov čustveni svet prepletajo razumska spoznanja o človeku in življenju, hrepenenje po domačem kraju, po mladostni sreči in spomini na vojno.

## Pesniške zbirke
- Srce v besedi (1950)
- Dvojni cvet (1953)
- Trepetlika (1962)
- Lirika časa (1965)
- Lirična postila (1965)
- Kolosej iz cedelike (1967)
- Kako bomo umirali (1970)
- Zlo stoletja (1971)
- Hoja za Katulom (1972)
- Grenki med (1990)

## Druga dela (knjige za otroke v prozi in v verzih)
- Marjetka (1951)
- Kaj nam je popisal Jakec (1953)
- Pol za šalo pol za res (1956)
- Kdo živi v tej hišici (1959)
- Ježek se ženi (1974)
- Dedek ježek in Minibaba (1992)